# Tanjungharjo (Ngaringan)
Tanjungharjo is een bestuurslaag in het regentschap Grobogan van de provincie Midden-Java, Indonesië. Tanjungharjo telt 6578 inwoners (volkstelling 2010).